# Adrian Lind
Adrian Lind (* 20. September 1994 in Berlin) ist ein deutscher Basketballspieler.

## Laufbahn
Lind kam in Berlin zur Welt, wo er bis zum Alter von elf Jahren aufwuchs und Fußball bei Tennis Borussia Berlin spielte. Mit elf zog er mit seiner Familie nach Bad Dürkheim, seine Basketball-Vereinskarriere begann in Speyer. Zwischen 2011 und 2013 verbuchte er Kurzeinsätze in den Farben der BG Karlsruhe in der 2. Bundesliga ProA, 2013/14 spielte er in Heidelberg in der ProA sowie der ersten Regionalliga, ehe er nach Karlsruhe zurückkehrte – der Verein war mittlerweile in die 2. Bundesliga ProB abgestiegen.
In der Saison 2016/17 war Lind Leistungsträger der Giants Nördlingen und erzielte in 28 Spielen im Durchschnitt 14,8 Zähler sowie 8,9 Rebounds für die Mannschaft, die am Saisonende den ProB-Abstieg hinnehmen musste.
Im Juli 2017 wurde Lind vom Erstligisten Walter Tigers Tübingen verpflichtet. Dort kam er während des Spieljahres 2017/18 auf drei Bundesliga-Kurzeinsätze, während er in Tübingens Regionalliga-Reserve Leistungsträger war und im Schnitt 12,5 Punkte und 8,4 Rebounds je Begegnung erzielte. In der Sommerpause 2018 schloss er sich dem ETB Essen an. Im Dezember 2018 kam es zwischen Lind und dem ETB zur Trennung, bis zu diesem Zeitpunkt hatte er in der Saison 2018/19 elf Einsätze für Essen in der 2. Bundesliga ProB bestritten und dabei im Durchschnitt 10,9 Punkte sowie sechs Rebounds je Begegnung erzielt. Im Januar 2019 wechselte er zu Essens Ligakonkurrent VfL Bochum.
In der Sommerpause 2019 wechselte er zum ProB-Neuling BIS Baskets Speyer und damit an eine alte Wirkungsstätte. Im Spieljahr 2022/23 verstärkte Lind den TSV Dachau (2. Regionalliga).